# 华金·杜阿尔德
华金·杜阿尔德（西班牙語：Joaquín Dualde，1932年11月14日—2012年4月28日），西班牙男子曲棍球运动员。他曾代表西班牙国家队参加1960年夏季奥林匹克运动会曲棍球比赛，获得一枚铜牌。

## 家庭
弟弟爱德华多·杜阿尔德。表弟伊格纳西奥·马卡亚。